# گورستان اورتاکی
گورستان اورتاکی مربوط به سده‌های میانی دوران‌های تاریخی پس از اسلام است و در شهرستان بجنورد، بخش راز وجرگلان، دهستان راز، روستای گنبدلی واقع شده و این اثر در تاریخ ۱۸ شهریور ۱۳۸۷ با شمارهٔ ثبت ۲۳۱۷۵ به‌عنوان یکی از آثار ملی ایران به ثبت رسیده است.